# 1999 у футболі
Нижче наведені футбольні події 1999 року у всьому світі.

## Засновані клуби
- Мідтьюлланд (Данія)
- Міка (Вірменія)

## Національні чемпіони
- Англія: Манчестер Юнайтед
- Аргентина
  - Клаусура: Бока Хуніорс
  - Апертура: Рівер Плейт
- Бразилія: Корінтіанс
- Італія: Мілан
- Іспанія: Барселона
- Нідерланди: Феєнорд
- Німеччина: Баварія (Мюнхен)
- Парагвай: Олімпія (Асунсьйон)
- Португалія: Порту
- Україна: Динамо (Київ)
- Франція: Бордо